# 久松真一
久松 真一（ひさまつ しんいち、旧字体：久松眞一、1889年6月5日 - 1980年2月27日）は、日本の哲学者・仏教学者。旧姓は大野。号は抱石庵。

## 生涯
出生から修学期
1889年、岐阜県稲葉郡長良村（現・岐阜市）で生まれた。生家は浄土真宗門徒の農家で、幼年時代より真宗の僧侶になることを目指していたが、青年期に科学的知識に接し、従前の「中世的」信仰を棄て、理性の自律に基づく哲学を志した。第三高等学校を経て、1912年京都帝国大学文科大学哲学科に入学。西田幾多郎の哲学、鈴木大拙の禅学に影響を受け、東洋哲学、仏教、日本思想を研究。学問的対象として客観化できない「私といふもの自体の存在」の問題に悩み、1915年、西田の薦めによって妙心寺の池上湘山老師に参禅。直後の臘八大接心（旧暦12月1日から8日の朝まで、昼夜寝ずに座禅すること）において「無相の自己」に目覚めた。
仏教学者として
1919年に臨済宗大学（現・花園大学）教授。1929年、龍谷大学教授を兼ねる。1939年に主著『東洋的無』を刊行。1941年、京都大学心茶会設立。1944年、京都帝国大学内に座禅と論究の学問と修行の一致（学行一如）を目指す学道道場、FAS協会を設立し、代表を務めた。
太平洋戦争後
1946年、母校の京都帝国大学教授に就任。1947年、学位論文『東洋的無の性格』を京都大学に提出して文学博士を取得。1953年に京都大学を定年退職後、京都市立美術大学教授を務めた。
1974年に故郷・岐阜市長良福光に移居。「私は死にません」という言葉を残し、1980年2月27日に逝去。

## 研究内容・業績
近代日本の代表的な禅･思想家の一人。

## 著作
著書
- 『東洋的無』弘文堂 1939
  - 文庫化 講談社学術文庫 1987[3]
- 『起信の課題』弘文堂書房 1947
- 『茶の精神』弘文堂（アテネ文庫）1948
- 『絶対主体道』弘文堂書房 1948
- 『人間の真実存』法藏館（新書判）1951
- 『本當の自己にめざめる』花園大學出版部 1951
- 『禅と美術』墨美社 1958
  - 増補『著作集 第9巻』 法藏館 1996
- 『総不可道 FAS禅 久松抱石先生提唱』後近代体究所 1980
- 『無神論』法藏館 1981
  - 文庫化 法藏館文庫 2022
- 『墨海 久松真一の書』燈影舎（一燈園）1982
- 『わびの茶道』燈影舎（一燈園）1987
- 『茶道の哲学』藤吉慈海編、講談社学術文庫 1987

著作集
- 『久松真一著作集』(全8巻) 理想社、1969-1980

1. 1巻 東洋的無
2. 2巻 絶対主体道
3. 3巻 覚と創造
4. 4巻 茶道の哲学
5. 5巻 禅と芸術
6. 6巻 経録抄
7. 7巻 任運集
8. 8巻 破草鞋

- 新版 法蔵館 1994

- 『久松真一仏教講義』(全4巻) 法藏館 1990-1991

1. 1巻 即無的実存
2. 2巻 仏教的世界
3. 3巻 還相の論理
4. 4巻 事々無礙

共編著
- 『禅の本質と人間の真理』西谷啓治共編 創文社、1969
- 『鈴木大拙 人と思想』山口益・古田紹欽共編 岩波書店、1971
- 『覚の宗教』八木誠一対談 春秋社、1980

論文
- CiNii>久松真一
- INBUDS>久松真一

## その他
- 2002年に「長良川画廊」において茶人八白庵椿翁と久松真一父子展が開かれた。
- 岐阜市にある生家は抱石庵（久松真一記念館）として公開されている。